# Petko Karavelov
Petko Stojčev Karavelov (in bulgaro Петко Стойчев Каравелов?; Koprivštica, 5 aprile 1843 – Sofia, 6 febbraio 1903) è stato un politico bulgaro, primo ministro del principato di Bulgaria per quattro differenti mandati.
Nato a Koprivštica, suo fratello maggiore Ljuben divenne all'inizio più noto come scrittore e leader del Comitato Rivoluzionario Centrale Bulgaro. Petko studiò storia all'università statale di Mosca e prestò servizio nell'esercito russo durante la Guerra turco-russa (1877-1878) del 1877. Nel 1878 i russi lo nominarono governatore deputato di Svištov, prima di essere eletto nella nuova Assemblea per il Partito Liberale.
Svolse per la prima volta il ruolo di primo ministro dal 10 dicembre 1880 al 9 maggio 1881 e quindi ancora dall'11 luglio 1884 al 21 agosto 1886. Si unì a Stefan Stambolov ed altri come membro del consiglio di reggenza dopo l'abdicazione di Alessandro I di Bulgaria nel 1886, prestando servizio ancora una volta per un brevissimo periodo (24-28 agosto). I suoi periodi di governo furono contrassegnati da una stretta associazione con la Russia.
Come liberale impegnato, divenne associato del partito democratico dopo la scissione del partito. Ruppe con l'ex-alleato Stambolov e venne imprigionato dal 1891 al 1894, dopo essere stato accusato di istigazione dell'assassinio del ministro Hristo Belčev. Tornò brevemente nel 1901 a capo del primo governo del partito democratico.